# Einar Larsen
Einar Larsen (11 settembre 1904 – 24 settembre 1977) è stato un calciatore norvegese, di ruolo attaccante.

## Carriera

### Club
Larsen giocò con la maglia del Gjøa.

### Nazionale
Conta una presenza per la Norvegia. Il 15 giugno 1927, infatti, fu in campo nella sfida vinta per 3-1 contro la Finlandia.